# Alanís
Alanís település Spanyolországban, Sevilla tartományban. Alanís Cazalla de la Sierra, Constantina, Las Navas de la Concepción, San Nicolás del Puerto, Guadalcanal, Malcocinado, Azuaga és Hornachuelos községekkel határos. Lakosainak száma 1673 fő (2024).

## Népesség
A település népessége az elmúlt években az alábbi módon változott:
| Lakosok száma | 2030 | 1974 | 1887 | 1894 | 1858 | 1832 | 1781 | 1723 | 1689 | 1673 |
|               | 2001 | 2004 | 2007 | 2009 | 2012 | 2014 | 2017 | 2019 | 2022 | 2024 |